# Treherniella amplipennis
Treherniella amplipennis är en insektsart som först beskrevs av Gary Scott Morgan 1913.  Treherniella amplipennis ingår i släktet Treherniella och familjen rörtripsar. Inga underarter finns listade i Catalogue of Life.